# Bill Thomas (hockeista su ghiaccio)
William Thomas (Pittsburgh, 20 giugno 1983) è un ex hockeista su ghiaccio statunitense che può gioca nei ruoli di ala destra e centro.

## Statistiche
Statistiche aggiornate a luglio 2012.

### Club
| Stagione | Squadra                        | Stagione regolare | Stagione regolare | Stagione regolare | Stagione regolare | Stagione regolare | Stagione regolare | Playoff | Playoff | Playoff | Playoff | Playoff |
| Stagione | Squadra                        | Lega              | P                 | G                 | A                 | Pt                | PIM               | P       | G       | A       | Pt      | PIM     |
| -------- | ------------------------------ | ----------------- | ----------------- | ----------------- | ----------------- | ----------------- | ----------------- | ------- | ------- | ------- | ------- | ------- |
| 1999-00  | Fox Chapel Hockey              | USHS              | -                 | -                 | -                 | -                 | -                 |         |         |         |         |         |
| 2000-01  | Cleveland Barons               | NAHL              | 51                | 3                 | 3                 | 6                 | 2                 |         |         |         |         |         |
| 2001-02  | Cleveland Barons               | NAHL              | 52                | 12                | 17                | 29                | 16                |         |         |         |         |         |
| 2002-03  | Tri-City Storm                 | USHL              | 60                | 29                | 21                | 50                | 20                | 3       | 0       | 3       | 3       | 4       |
| 2003-04  | Tri-City Storm                 | USHL              | 60                | 31                | 38                | 69                | 30                | 11      | 9       | 7       | 16      | 4       |
| 2004-05  | Univ. of Nebraska-Omaha        | NCAA              | 39                | 19                | 26                | 45                | 12                |         |         |         |         |         |
| 2005-06  | Univ. of Nebraska-Omaha        | NCAA              | 41                | 27                | 23                | 50                | 43                |         |         |         |         |         |
|          | Phoenix Coyotes                | NHL               | 9                 | 1                 | 2                 | 3                 | 8                 | -       | -       | -       | -       | -       |
| 2006-07  | San Antonio Rampage            | AHL               | 47                | 13                | 20                | 33                | 20                |         |         |         |         |         |
|          | Phoenix Coyotes                | NHL               | 24                | 8                 | 6                 | 14                | 2                 | -       | -       | -       | -       | -       |
| 2007-08  | Phoenix Coyotes                | NHL               | 7                 | 0                 | 0                 | 0                 | 0                 | -       | -       | -       | -       | -       |
|          | San Antonio Rampage            | AHL               | 75                | 24                | 28                | 52                | 40                | 7       | 1       | 2       | 3       | 0       |
| 2008-09  | Pittsburgh Penguins            | NHL               | 16                | 2                 | 1                 | 3                 | 2                 | -       | -       | -       | -       | -       |
|          | Wilkes-Barre Scranton Penguins | AHL               | 39                | 8                 | 10                | 18                | 24                | 12      | 1       | 4       | 5       | 12      |
| 2009-10  | Springfield Falcons            | AHL               | 33                | 5                 | 12                | 17                | 14                | -       | -       | -       | -       | -       |
|          | Lugano                         | NLA               | 6                 | 2                 | 1                 | 3                 | 2                 | 2       | 0       | 0       | 0       | 0       |
| 2010-11  | Florida Panthers               | NHL               | 24                | 4                 | 3                 | 7                 | 6                 | -       | -       | -       | -       | -       |
|          | Rochester Americans            | AHL               | 53                | 16                | 20                | 36                | 12                |         |         |         |         |         |
| 2011-12  | San Antonio Rampage            | AHL               | 65                | 27                | 25                | 52                | 18                | 10      | 5       | 5       | 10      | 0       |
|          | Florida Panthers               | NHL               | 7                 | 1                 | 0                 | 1                 | 0                 | -       | -       | -       | -       | -       |
| 2012-13  | Lake Erie Monsters             | AHL               | 0                 | 0                 | 0                 | 0                 | 0                 |         |         |         |         |         |

## Palmarès

### Individuale
- United States Hockey League:

2003-04: Best Plus/Minus (+43)
- National Collegiate Athletic Association:

2004-05: Rookie of the Year